# La niña
Pour les articles homonymes, voir La Niña.
La niña est une telenovela colombienne diffusée entre le 26 avril et le 16 septembre 2016 sur Caracol Televisión.

## Synopsis
Belky (Ana María Estupiñán (en)), vivait à la campagne, depuis toute petite jusqu'à huit ans, Belky aidait aux tâches ménagères, s'occupait de son frère et l'aimait tellement qu'elle proposa d'aller à sa place à la guérilla lorsqu'il fut menacé d'être amené par les guérilleros, en leur donnant l'excuse que son frère était faible et qu'elle leur serait plus utile, puisque son frère souffrait d'épilepsie. Belky a été emmenée dans la jungle où pendant plus de cinq ans (où), elle a été endoctrinée et entraînée pour sa nouvelle vie, elle s'appelait alors "Sara", baptisée par le Commandant Roncancio, elle apprenait à extorquer.
Un jour, lors d'une extorsion, elle est capturée par l’armée et en prison mais mineur d'âge (15 ans), c’est là que Belky trouva une lumière au milieu de la route, grâce à l'aide du colonel Javier Alzate de la défense des droits humains de l'armée Colombienne et d'une psychologue Tatiana Toquica (Cony Camelo) et où après, Belky parvient à s'inscrire dans un programme gouvernemental pour la réintégration des enfants amenés à la guerre, là, elle est réunie avec sa famille et ses sœurs ne la connaissent même pas et apprend que son petit frère, celui pour qui elle a donné sa vie, est décédé dans un accident de la circulation, Belky est énormément éprouvée et souhaite même mourir et n'a pas envie d'étudier ou de sortir et encore moins d'aller au pays pour aider sa mère pour la récolte dans leurs finca (ferme agricole).
Mais dans le programme d'intégration, elle connaît l'amour avec Manuel (Sébastian Eslava), un garçon qui a été livré aux paramilitaires par sa famille et qui tente maintenant de réaliser son rêve, devenir un grand chef, Manuel l'aide à comprendre qu'elle a aussi un rêve, être médecin un jour et avec l'aide de tous ainsi que chapeauté par la psychologue Dr Tatiana Toquica (Cony Camelo) et le père Rivas, c'est alors que Belky décide de valider toutes ses études primaires et secondaires, de présenter les tests ICFES et d'entrer dans une bonne université pour étudier la médecine. Pour pouvoir réaliser ses rêves.
Lors de son parcours d'intégration au Centre un attentat perpétrer par des ex-camarade de la guérilla, Julio et son complice Estéban lancent une grenade qui explose mais blesse Manuel, l'intervention de Belky avec son sang-froid et ses connaissances de premier secours, le sauve et permet au père Riva d'apprécier et de l'orienter vers des études de médecine pour un jour gagner une bourse d'entrée dans la faculté de médecine, sous la menace présente, Belky et sa famille doivent déménager à Bogotá.
Elle fait la connaissance de Victor dans une place de marché où il est négociant en légumes et jus de fruits frais, avec les employés de ses parents rester au pays, le futur étudiant en médecine, qui sera un grand ami qui l’aidera plus d’une fois par la suite.
Après de nombreux obstacles, Belky parvient à entrer dans la faculté, elle y rencontre Santiago, Natalia et Juliana; Mais tout n’est pas facile pour Belky. En plus de ses études, elle doit travailler dans un centre d’appel (Call center de Colombie) pour arriver à payer son inscription et le nécessaire, pire encore et encore, essayer de ce débarrasser du colonel Luis Barragán, son pire ennemi qui est sous la menace d'une enquête interne de l'armée dirigé par le colonel Javier Alzate (Juan Sébastian Aragon) et diligentée par le Général d'armée Mantilla (Pedro Mogollón).

## Fiche technique
Sauf indication contraire, les informations mentionnées dans cette section peuvent être confirmées par la base de données cinématographiques IMDb,  présente dans la section « Liens externes ».
- Création : Juana Uribe
- Pays de production :  Colombie
- Langue originale : espagnol

## Distribution
Sauf indication contraire, les informations mentionnées dans cette section peuvent être confirmées par la base de données cinématographiques IMDb,  présente dans la section « Liens externes ».
- Ana María Estupiñán (en) : Belky Rocío Bustamante Pinzón / adolescente alias Sara
- Sebastián Eslava : Manuel Monsalve
- Marcela Benjumea : Mireya Pinzón de Eslava / Mamá de Belky
- Laura Ramos : Barbara Miler[2]
- Marcelo Dos Santos : Doyen Dr Alfonso Montéalégré
- Diego Vásquez : Colonel Luis Barragán
- Cristina Campuzano : Dr Constanza Duque de Montéalégré / Connie
- Juan Sebastián Aragón : Colonel du DDU Javier Alzate
- Juan Manuel Mendoza : Dr Rodrigo Carrera
- Cony Camelo (es) : Dr Tatiana Toquica
- Fernando Arévalo : père Rivas
- Santiago Alarcón : Dr Horacio Fuentes
- Variel Sánchez : Victor Manjarrés Rivera
- Brenda Hanst : Dr Silvia Lozano de Ariza
- Laura Perico : Juliana Montéalégré
- Alberto Cardeño : Miguel Eslava Bustamante / père adoptif de Belky
- Michell Orozco : Adriana Eslava Pinzón / alias Nana sœur de Belky
- Melissa Cáceres : Beatriz Eslava Pinzón / alias Betty sœur de Belky
- Marcelo Castro Gómez : Dr Herminio Iglesias
- Sebastián Gutiérrez : Yolman Rendón / fils de Don Chucho y fiancé de Nana
- Laura Archbold : Natalia Villamizar
- Carmenza González : María Inés veuve de Villamizar / Maman de Natalia
- Pedro Mogollón : Général Mantilla
- Carlos Felipe Sánchez : Santiago Caballero
- Martha Restrepo : Ángela Acosta de Barragán
- Victoria Ortiz : María Luisa Barragán Acosta / fille du Colonel Barragán
- Fernando Lara : Jesús José Rendón Ríos / alias Don Chucho
- Dora Cadavid : Felipa Ríos de Rendón / Mère de Don Chucho
- Alex Adames : Avocat Felipe Ariza
- Nina Caicedo : Vanessa Mosquera / Étudiante en droit et assistant de Felipe
- Carlos Kaju : Ferney Palacios alias Raúl
- Juana Arboleda : Nancy alias Segura
- Fabio Velasco : Caporal Rigoberto Varón / complice du Colonel Luis Barragán
- Roger Moreno : Esteban
- Marianna Duarte : Gilma Fonseca Uchelbe / Infirmière en chef de l'hôpital Universitaire
- Manuel José Chaves : Dr Cristian Noguera
- Juan Millán : Nexon Moreno alias  Julio Andrade
- María Barreto : Yolima
- Melissa Cáceres : Beatriz Eslava Pinzón
- Julio Sánchez Cóccaro (es) : Don Cebrino Manjarrés / Pére de Victor
- Katherine Vélez (es) : Gladys Rivera de Manjarrés / Mère de Manuel
- Frank Beltrán (es) :  Dr Avellaneda
- Santiago Lozano : Pablo de la Calle / Etudiant en droit et assistant de Felipe
- Victoria Ortiz : María Luisa Barragán Acosta/fille du Colonel Barragán
- Morella Zuleta : María Jimena de Monsalve / Mère de Manuel
- Linda Balrich : Melissa / Compagne de Manuel de l'école  de Gastronomie
- Alison García : Belky / enfant
- Juank Torres : Andrés Rincón Soldat / Patient en rééducation de l'hôpital Universitaire
- Rafael Zea : Boris Alcantara / Ex époux de  Dr Tatiana Toquica
- Ana María Kamper : Madre de Nancy alias Segura
- Orli Glogower : Pilar Chávez / Paciente Dyalisée de l'hôpital Universitaire
- Liliana González : Diana Sofía Arenas / Avocate et meilleure amie de Tatiana
- Eléasar Osorio : Dr director de la Clinique d'Estétique le Diamant
- Alejandra Villamizar : Darcy / Secrétaire du Doyen Dr Alfonso Montéalégré
- Lorena Tobar : Saray Martínez de La Calle / Tante de Pablo compagnon de  María Luisa Barragán
- Mauricio Mauad :  Piere / le reporter

## Diffusion
- Caracol Televisión (2016)
- UniMás
- Univision Canada
- Antena 7
- TVN
- Pasiones Amérique latine / Netflix
- Netflix
- Ecuavisa
- SNT
- Net TV
- StarTimes Novela E1